# Neve Zohar
Neve Zohar (hebrejsky נְוֵה זֹהַר, doslova „Oáza Zohar“, v oficiálním přepisu do angličtiny Newe Zohar) je vesnice typu společná osada (jišuv kehilati) v Izraeli, v Jižním distriktu, v Oblastní radě Tamar.

## Geografie
Leží v nadmořské výšce 373 metrů pod úrovní moře na západním břehu Mrtvého moře. Západně od obce se prudce zvedá aridní oblast na pomezí severovýchodní části pouště Negev a jihovýchodního okraje Judské pouště. Do Mrtvého moře zde ústí vádí Nachal Zohar.
Obec se nachází 95 kilometrů od břehu Středozemního moře, cca 115 kilometrů jihovýchodně od centra Tel Avivu, cca 70 kilometrů jihovýchodně od historického jádra Jeruzalému a 55 kilometrů východně od města Beerševa. Neve Zohar obývají Židé, přičemž osídlení v tomto regionu je etnicky převážně židovské.
Neve Zohar je na dopravní síť napojen pomocí dálnice číslo 90, která sleduje západní břeh Mrtvého moře a z níž zde odbočuje dálnice číslo 31 do města Arad.

## Dějiny
Neve Zohar byl založen v roce 1972. Podle jiného zdroje vznikla osada již roku 1964 jako středisko Oblastní rady Tamar, jejíž úřady zde mají své sídlo. Původně ovšem mělo jít o ubytovací komplex pro zaměstnance nedaleké chemické továrny Dead Sea Works. Jenže ti o tuto lokalitu neprojevili zájem a dali přednost dojíždění ze vzdálenějších ale lidnatějších obcí. Skutečné osidlování vesnice tak začalo až v 70. letech 20. století.
Místní ekonomika je založena na službách, sídlí zde regionální základní škola (otevřená v září 2007). Poblíž se rozkládají turistické komplexy na pobřeží Mrtvého moře (zejména Ejn Bokek). Přímo na severním okraji vesnice leží areál turistického ubytování. V obci funguje muzeum a podnikatelská zóna. Dále je tu plavecký bazén, sportovní areály a obchod se smíšeným zbožím. Vesnice plánuje stavební expanzi, která má sestávat z více než 100 parcel nabízených pro výstavbu rodinných domů.

## Demografie
Obyvatelstvo osady je sekulární. Podle údajů z roku 2014 tvořili naprostou většinu obyvatel v Neve Zohar Židé (včetně statistické kategorie "ostatní", která zahrnuje nearabské obyvatele židovského původu ale bez formální příslušnosti k židovskému náboženství).
Jde o menší obec vesnického typu s dlouhodobě stagnující populací. K 31. prosinci 2014 zde žilo 75 lidí. Během roku 2014 populace klesla o 1,3 %.
| Rok            | 1983 | 1995 | 2001 | 2003 | 2004 | 2005 | 2006 | 2007 | 2008 | 2009 | 2010 | 2011 | 2012 | 2013 | 2014 |
| -------------- | ---- | ---- | ---- | ---- | ---- | ---- | ---- | ---- | ---- | ---- | ---- | ---- | ---- | ---- | ---- |
| Počet obyvatel | 75   | 101  | 81   | 88   | 91   | 79   | 78   | 79   | 74   | 90   | 87   | 84   | 78   | 76   | 75   |